# صورة (رياضيات)

دالة من المجال إلى مقابله. الشكل الأصفر يمثل صورة.

في الرياضيات، الصورة (بالإنجليزية: Image)‏ ، هي مجموعة القيم التي يمكن أن تأخذها الدالة بحسب تغير متغيرها. بعبارة أخرى نقول إن y هي صورة x بالدالة f إذا كانت y=f(x).
يمكن الحديث عن صورة عنصر أو عن سابق عنصر، بشكل أعم حتى في سياق العلاقات الثنائية.

## تعريف
{\displaystyle f:X\to Y}

### صورة مجموعة جزئية
{\displaystyle f[A]=\{f(a):a\in A\}.}

## الصورة العكسية
{\displaystyle f^{-1}[B]=\{x\in X\,:\,f(x)\in B\}.}